# Physocyclus viridis
Physocyclus viridis är en spindelart som beskrevs av Cândido Firmino de Mello-Leitão 1940. 
Physocyclus viridis ingår i släktet Physocyclus och familjen dallerspindlar. Inga underarter finns listade i Catalogue of Life.